# 2e congresdistrict van Arkansas

De locatie van het district in de staat Arkansas.

Het 2e congresdistrict van Arkansas is een kiesdistrict voor het Amerikaanse Huis van Afgevaardigden. Het district ligt in het centrum van de staat en bevat de hoofdstad Little Rock. Momenteel is Republikein French Hill de afgevaardigde voor het district.

## Presidentsverkiezingen
| Jaar | Resultaten                             | Winnende partij | Winnende partij      |
| ---- | -------------------------------------- | --------------- | -------------------- |
| 2000 | George W. Bush 49% - 48% Al Gore       |                 | Republikeinse Partij |
| 2004 | George W. Bush 51% - 48% John Kerry    |                 | Republikeinse Partij |
| 2008 | John McCain 54% - 44% Barack Obama     |                 | Republikeinse Partij |
| 2012 | Barack Obama 55% - 43% Mitt Romney     |                 | Republikeinse Partij |
| 2016 | Hillary Clinton 42% - 52% Donald Trump |                 | Republikeinse Partij |